# دردوري
الدردوري أو فورتيسيلا (الاسم العلمي:Vorticella) هو جنس من محيطيات الأهداب له أكثر من 16 نوع من الأنواع المعروفة. تعيش أنواع الدردوري أساسا في برك المياه العذبة والجداول، وعموما في أي مكان حيث تكون الأولانيات وفيرة. للدردوري ذُنَيْبات أو سويقات وهدبيات ذات شكل الجرس المقلوب.
اكتشفه العالم ليفنهوك ووصفه عام 1675م. وفيه يقتصر وجود الأهداب على منطقة الحولفم peristome، والتي يكون اتجاهها مع عكس اتجاه عقارب الساعة.
تعيش مجموعات فورتيسيلا فوق نباتات الماء العذب في البرك حيث تلصق نفسها بالنباتات عن طريق قاعدة توجد في آخر ساق هذا الحيوان. وهي ترى بصعوبة بالعين المجردة كزوائد رفيعة بيضاء.
ويشبه الحيوان ناقوساً مقلوباً ذا يد طويلة مرنة تشبه الساق. وعادة يكون مثبتاً بقاعدة الساق بالنباتات المائية، وقد ينقبض الساق أحياناً ليأخذ شكلاً حلزونياً ويرجع السبب في ذلك لوجود خيط عضلي متموج قابل للانقباض من داخل الساق.
وللناقوس حافة سميكة وبوسط السطح العلوي قرص يعرف باسم المنطقة الحولفمية Peristome. وبين الحافة والقرص انخفاض للجهة اليسرى يؤدي إلى تجويف يعرف بالدهليز vestibule، ويوجد على جدار الدهليز صفين من الأهداب تلتحم مكونة غشاء متموج undulating membrane يدفع أجزاء الغذاء نحو الفم. وللحيوان نواه كبيرة macro-nucleus على شكل حدوة الفرس ونواة صغيرة micro-nucleus. كما أن به فراغ متقبض كبير contractile vacuole وفجوات غذائية على الجانب الأيمن.
يتكاثر فورتسيلا أحيانا بالانقسام الثنائي الطولي، إما إلى نصفين متشابهين يتكون لأحدهما دائرة من الأهداب يسبح بها فترة من الزمن ثم تستقر في النهاية. أو قد يكون الانقسام غير متساوي، فينفصل فرد صغير أو أكثر إلى 8 أفراد صغيرة تسبح بأهدابها.
وقد يقترن فردان من فورتسيلا كما في برامسيوم، إلا أن هذا الاقتران هنا يتم بين فردين صغير وكبير، فيهلك الفرد الصغير حيث يمر الإندوبلازم الخاص بالفرد الصغير بأكمله إلى الفرد الكبير فتهلك لذلك كل الأنويه الصغيرة.